# The Songs of Tony Sly: A Tribute
The Songs of Tony Sly: A Tribute è una compilation pubblicata dalla Fat Wreck Chords il 29 ottobre 2013, che raccoglie una serie di cover di canzoni di Tony Sly, il leader dei No Use for a Name, deceduto improvvisamente l'anno prima all'età di 41 anni. Tutti i ricavi dalla vendita della compilation sono destinati al Tony Sly Memorial Fund, istituito per garantire un adeguato supporto alle figlie del cantante.

## Tracce
1. Karina Denike – Biggest Lie – 2:56
2. Mad Caddies – AM – 3:25
3. Strung Out – Soulmate – 3:19
4. Rise Against – For Fiona – 2:37
5. Bad Religion – Let It Slide – 1:56
6. NOFX – The Shortest Pier – 2:13
7. Snuff – On the Outside – 2:52
8. The Bouncing Souls – Homecoming – 2:29
9. Old Man Markley – Feel Good Song of the Year – 2:54
10. Lagwagon – Discomfort Inn – 2:19
11. Teenage Bottlerocket – Via Munich – 1:37
12. Frank Turner – Keira – 2:15
13. Get Dead – Pre-Medicated Murder – 2:15
14. Pennywise – Devonshire and Crown – 3:20
15. Alkaline Trio – Straight from the Jacket – 2:45
16. The Gaslight Anthem – Capo 4th Fret – 2:40
17. Yellowcard (feat. Laura Baca) – Already Won – 2:42
18. Swingin' Utters – Not Your Savior – 3:16
19. The Flatliners – Fireball – 3:15
20. Simple Plan – Justified Black Eye – 2:38
21. Useless ID – Frances Stewart – 1:54
22. Jon Snodgrass & The Dead Peasants – On the Outside – 3:41
23. American Steel – Dark Corner – 3:01
24. Frenzal Rhomb – Flying South – 1:52
25. Anti-Flag – Toaster in the Bathtub – 2:23
26. Joey Cape e Scorpios – International You Day – 4:01

Bonus tracks disponibili con il download digitale
1. Russ Rankin – Via Munich – 1:48
2. Donots – Invincible – 2:31
3. Brian Wahlstrom – The Answer Is Still No – 2:51
4. The Swellers – Chasing Rainbows – 3:32
5. The Holy Mess – Fatal Flu – 2:15
6. Miracles – Coming Too Close – 4:10
7. Ryan Hardester – International You Day – 2:55